# Arcadia (Missouri)
Arcadia è un comune degli Stati Uniti d'America, situato nello Stato del Missouri, nella contea di Iron.